# Wissarion (Ljubiša)
Wissarion, imię świeckie Vasilije Ljubiša (ur. 14 stycznia 1823 w Sveti Stefan, zm. 14 kwietnia 1884 w Cetyni) – serbski biskup prawosławny, metropolita czarnogórski w latach 1882–1884.

## Życiorys
W młodości pracował jako nauczyciel w szkołach przy klasztorach Praskvica, Reževići oraz Savina, następnie wykonywał tę samą pracę w Peraście. Przed wyborem na metropolitę czarnogórskiego był ordynariuszem eparchii zahumsko–raszkiej.
Urząd metropolity czarnogórskiego objął po śmierci metropolity Hilariona, nominowany osobiście przez księcia czarnogórskiego Mikołaja. Obowiązki hierarchy duchownego łączył z obowiązkami zastępcy ministra oświaty i spraw kościelnych. Wprowadził w metropolii czarnogórskiej obowiązek trzykrotnych zapowiedzi przed sakramentem małżeństwa, przez co zamierzał zwalczać małżeństwa dokonywane bez zgody rodzin, małżeństwa chrześniaków z rodzicami chrzestnymi lub związki blisko spokrewnionych ze sobą osób.
Zmarł 14 kwietnia 1884 w Cetyni i został pochowany w Cetyni przed książęcą cerkwią.